# いいだゆか
いいだ ゆか（1997年12月10日 - ）は、日本の女優。

## 人物
- 愛称は「ゆかりん」。
- アイドルユニット「スマイル学園」の元メンバー。
- 2013年2月20日付でスマイルプロモーションを退所[1]。
- 中学生のころから数年間、ストーカー被害を受けていたことを告白している[2]。

## 主な出演

### CM
- ウィルスウォッシャー（三洋電機、2009年）

### テレビ番組
- ためしてガッテン（NHK、2009年）

#### ドラマ
- ピラメキーノ 子役恋物語 シーズン13（テレビ東京、2010年）
- ゲゲゲの女房（NHK、2010年） - 飯田絵里子 役
- 中居正広の金曜日のスマたちへ「金スマ波乱万丈」（TBS、2010年） - いとうあさこの幼少期 役
- 時々迷々（NHK教育テレビジョン、2011年5月13日） - ミナミ 役

### 雑誌
- Chu→Boh Vol.43（海王社、2011年）

### 映画
- 心霊病棟 ささやく死体（2011年9月17日、アムモ98）

### 舞台
- 美少女コメディ倶楽部 第1回公演「入学金無料! 授業料無料! 私立グリグリ学園」（2012年5月4日 - 6日、新宿文化センター 小ホール） - ゆか 役

### その他
- PUFFY PV（SWEET DROPS 「うさぎドロップ」OP、2011年）
- 劇団ハイテンションガール「ふわふわ」（お笑いライブ）(2011年9月18日)

## 作品

### 写真集
- 君に、ひとめぼれ。（2011年10月1日、海王社、撮影:青山裕企）ISBN 9784-796401982 他:森下真依、相川聖奈、西永彩奈、真野しずく
- ヒトリジメ（2012年7月、撮影：山岸伸）50部限定商品

### イメージビデオ
- Greenレーベルvol.15「ゆかりんファースト」[3]（2012年6月22日、竹書房）ISBN 978-4812449813